# Маккаллум, Рэй
Рэй Маккаллум старший (англ. Ray McCallum, Sr.; род. 6 марта 1961, Уэст-Мемфис, Арканзас, США) — американский баскетболист и тренер, в настоящее время является главным тренером студенческой команды «Детройт Титанс». Его сын выступает за команду Национальной баскетбольной ассоциации «Сан-Антонио Спёрс».

## Биография

### Ранние годы
Рэй Маккаллум родился в городе Уэст-Мемфис (штат Арканзас), учился в центральной школе города Манси (штат Индиана), в которой играл за местную баскетбольную команду. В 1979 году помог своей команде выиграть школьный турнир Indiana High School Athletic Association (IHSAA).

### Студенческая карьера
После окончания школы, в 1979 году, Маккаллум поступил в Государственный университет Болла, где в течение четырёх лет выступал за команду «Болл Стэйт Кардиналс», в которой провёл успешную карьеру, набрав в итоге 2109 очков, к тому же два раза помогал выиграть своей команде регулярный чемпионат конференции Mid-American (1981—1982), а также один раз — турнир конференции Mid-American (1981). Играл на позиции разыгрывающего защитника. В 1983 году признавался баскетболистом года среди студентов конференции Mid-American, а также стал лауреатом приза имени Фрэнсис Померой Нейсмит. В 1983 году был выбран на драфте НБА в 8-м раунде под 164-м номером командой «Индиана Пэйсерс», однако никогда не играл в НБА.

### Тренерская карьера
После завершения студенческой карьеры Рэй Маккаллум в течение года работал на должности помощника главного тренера в своей же студенческой команде «Болл Стэйт Кардиналс» (1983—1984). Затем на протяжении девяти лет был ассистентом главного тренера в команде «Висконсин Бэджерс» (1984—1993) и непродолжительное время — в команде «Мичиган Вулверинс» (1993). В 1993 году вернулся в «Кардиналс» уже в качестве главного тренера, под его руководством команда провела семь сезонов (1993—2000), выиграв 126 матчей и проиграв 76, в течение которых два раза выводил её в плей-офф чемпионата NCAA. Затем Маккаллум четыре года руководил командой «Хьюстон Кугэрз» (2000—2004), однако без особых успехов (44—73). Следующие четыре сезона он проработал на должности ассистента главного тренера в студенческих командах «Оклахома Сунерс» (2004—2006) и «Индиана Хузерс» (2006—2008). В 2008 году Маккаллум устроился на должность главного тренера в команду «Детройт Титанс», на которой проработала восемь лет.
Под его руководством за «Детройт Титанс» в течение трёх сезонов выступал его сын, Рэй Маккаллум (младший). В школе Рэй считался очень перспективным баскетболистом, и ему предлагали играть в более престижных вузах, но он решил выступать на команду своего отца. 27 июня 2013 года Рэй Маккаллум (младший) был выбран во 2-м раунде под 36-м номером на драфте НБА командой «Сакраменто Кингз», а 18 июля того же года подписал с «Кингз» контракт.